# Kinga Göncz
Pour les articles homonymes, voir Kinga.
Dans le nom hongrois Göncz Kinga, le nom de famille précède le prénom, mais cet article utilise l’ordre habituel en français Kinga Göncz, où le prénom précède le nom.
Kinga Göncz ([ˈkiŋgɒ], [ˈgønts]), née le 8 novembre 1947 à Budapest (Hongrie), est une psychiatre et femme politique hongroise, membre du Parti socialiste hongrois.

## Biographie

### Enfance et éducation
Kinga Göncz est née à Budapest (Hongrie), le 8 novembre 1947. Elle est la fille de l'ancien président hongrois Árpád Göncz.
En 1972, elle est diplômée de l'Université de médecine Semmelweis de Budapest. En 1978, elle se spécialisée en psychiatrie puis, dans la seconde moitié des années 1980, en psychothérapie. En 2004, elle obtient un diplôme en psychothérapie de l'Association européenne de psychothérapie.

### Carrière académique
Kinga Göncz travaille comme psychiatre entre 1972 et 1978. Par la suite, elle devient assistante principale à l'Institut national de réadaptation médicale et participe à l'élaboration des premiers programmes éducatifs de politique sociale.
Depuis 1989, elle travaille comme professeure agrégée au Département de politique sociale et de travail social de l'Institut de sociologie de l'université ELTE de Budapest, enseignant entre autres le développement des compétences en communication, la médiation et le développement organisationnel. De 1994 à 2002, elle est directrice de Partners Hungary. Cette organisation est membre de Partners for Democratic Change International, un réseau international ayant pour objectif l'éducation de la culture de la gestion créative des conflits, des techniques de démocratie, des techniques de négociation et de la gestion du changement. Dans ce cadre, Kinga Göncz participe à la création de centres de prévention et de gestion des conflits sociaux en Albanie, en Bulgarie, en Roumanie et dans l'ex-Yougoslavie.
Elle enseigne dans plusieurs universités étrangères depuis 1990. Entre 1998 et 2003, elle enseigne la psychologie sociale des préjugés au Département des droits de l'homme de l'Université d'Europe centrale.

### Carrière politique

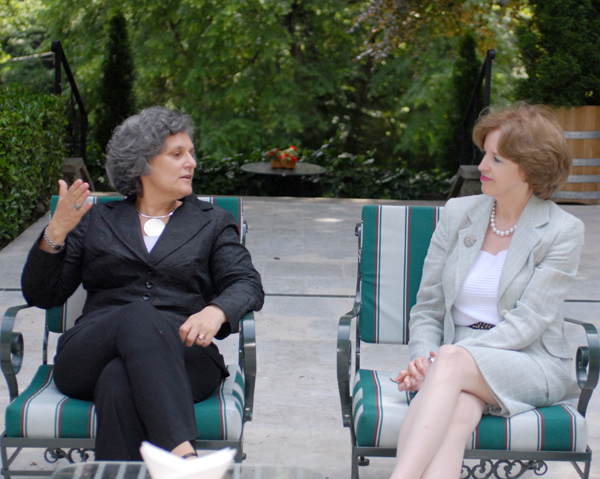
Kinga Göncz avec l'ambassadrice américaine en Hongrie April Foley, en 2008.

Elle est ministre de l'Égalité des chances, des Affaires sociales et familiales de 4 octobre 2004 à 9 juin 2006 puis Ministre des Affaires étrangères du 9 juin 2006 à 16 avril 2009. Lors des élections européennes de 2009, elle est élue députée européenne.

### Vie privée
Elle est mariée, a deux enfants et a quatre petits-fils. Elle parle couramment l'anglais et l'allemand.